# Colchicum
Colchicum L. è un genere di piante appartenente alla famiglia delle Colchicaceae.

## Tassonomia
Il genere comprende le seguenti specie:
- Colchicum albanense (Schönland) J.C.Manning & Vinn.
- Colchicum albomarginatum (Schinz) J.C.Manning & Vinn.
- Colchicum alpinum DC.
- Colchicum amphigaripense (U.Müll.-Doblies, Weiglin, M.Gottlieb & D.Müll.-Doblies) J.C.Manning & Vinn.
- Colchicum androcymbioides (Valdés) K.Perss.
- Colchicum antepense K.Perss.
- Colchicum antilibanoticum Gomb.
- Colchicum arenarium Waldst. & Kit.
- Colchicum arenasii Fridl.
- Colchicum asteranthum Vassiliades & K.M.Perss.
- Colchicum asteroides (J.C.Manning & Goldblatt) J.C.Manning & Vinn.
- Colchicum atticum Spruner ex Tommas.
- Colchicum austrocapense (U.Müll.-Doblies & D.Müll.-Doblies) J.C.Manning & Vinn.
- Colchicum autumnale L.
- Colchicum balansae Planch.
- Colchicum baytopiorum C.D.Brickell
- Colchicum bellum (Schltr. & K.Krause) J.C.Manning & Vinn.
- Colchicum bivonae Guss.
- Colchicum boissieri Orph.
- Colchicum buchubergense (U.Müll.-Doblies & D.Müll.-Doblies) J.C.Manning & Vinn.
- Colchicum bulbocodium Ker Gawl.
- Colchicum burchellii (Baker) ined.
- Colchicum burkei (Baker) J.C.Manning & Vinn.
- Colchicum burttii Meikle
- Colchicum capense (L.) J.C.Manning & Vinn.
- Colchicum cedarbergense (U.Müll.-Doblies, Hähnl., U.U.Müll.-Doblies & D.Müll.-Doblies) J.C.Manning & Vinn.
- Colchicum chalcedonicum Azn.
- Colchicum chimonanthum K.Perss.
- Colchicum chlorobasis K.Perss.
- Colchicum cilicicum (Boiss.) Dammer
- Colchicum circinatum (Baker) J.C.Manning & Vinn.
- Colchicum clanwilliamense (Pedrola, Membrives & J.M.Monts.) J.C.Manning & Vinn.
- Colchicum confusum K.Perss.
- Colchicum corsicum Baker
- Colchicum crenulatum (U.Müll.-Doblies, E.G.H.Oliv. & D.Müll.-Doblies) J.C.Manning & Vinn.
- Colchicum cretense Greuter
- Colchicum crispum (Schinz) J.C.Manning & Vinn.
- Colchicum crocifolium Boiss.
- Colchicum cruciatum (U.Müll.-Doblies & D.Müll.-Doblies) J.C.Manning & Vinn.
- Colchicum cupanii Guss.
- Colchicum cuspidatum (Baker) J.C.Manning & Vinn.
- Colchicum davisii C.D.Brickell
- Colchicum decaisnei Boiss.
- Colchicum decipiens (N.E.Br.) J.C.Manning & Vinn.
- Colchicum doerfleri Halácsy
- Colchicum dolichantherum K.Perss.
- Colchicum dregei (C.Presl) J.C.Manning & Vinn.
- Colchicum eghimocymbion (U.Müll.-Doblies & D.Müll.-Doblies) J.C.Manning & Vinn.
- Colchicum etesionamibense (U.Müll.-Doblies & D.Müll.-Doblies) J.C.Manning & Vinn.
- Colchicum euboeum (Boiss.) K.Perss.
- Colchicum eucomoides (Jacq.) J.C.Manning & Vinn.
- Colchicum europaeum (Lange) J.C.Manning & Vinn.
- Colchicum exiguum (Roessler) J.C.Manning & Vinn.
- Colchicum fasciculare (L.) R.Br.
- Colchicum feinbruniae K.Perss.
- Colchicum figlalii (Varol) Parolly & Eren
- Colchicum filifolium (Cambess.) Stef.
- Colchicum freynii Bornm.
- Colchicum gonarei Camarda
- Colchicum gracile K.Perss.
- Colchicum graecum K.Perss.
- Colchicum gramineum (Cav.) J.C.Manning & Vinn.
- Colchicum greuterocymbium (U.Müll.-Doblies, Raus & D.Müll.-Doblies) J.C.Manning & Vinn.
- Colchicum guessfeldtianum Asch. & Schweinf.
- Colchicum hantamense (Engl. ex Diels) J.C.Manning & Vinn.
- Colchicum haynaldii Heuff.
- Colchicum heldreichii K.Perss.
- Colchicum henssenianum (U.Müll.-Doblies & D.Müll.-Doblies) J.C.Manning & Vinn.
- Colchicum hierosolymitanum Feinbrun
- Colchicum hierrense (A.Santos) J.C.Manning & Vinn.
- Colchicum hirsutum Stef.
- Colchicum hughocymbion (U.Müll.-Doblies & D.Müll.-Doblies) J.C.Manning & Vinn.
- Colchicum hungaricum Janka
- Colchicum huntleyi (Pedrola, Membrives, J.M.Monts. & Caujapé) J.C.Manning & Vinn.
- Colchicum imperatoris-friderici Siehe ex K.Perss.
- Colchicum inundatum K.Perss.
- Colchicum irroratum (Schltr. & K.Krause) J.C.Manning & Vinn.
- Colchicum karooparkense (U.Müll.-Doblies, Daber, J.M.Anderson & D.Müll.-Doblies) J.C.Manning & Vinn.
- Colchicum kesselringii Regel
- Colchicum knersvlaktense (U.Müll.-Doblies & D.Müll.-Doblies) J.C.Manning & Vinn.
- Colchicum kotschyi Boiss.
- Colchicum kunkelianum (U.Müll.-Doblies, P.Hirsch, Stearn & D.Müll.-Doblies) J.C.Manning & Vinn.
- Colchicum kurdicum (Bornm.) Stef.
- Colchicum laetum Steven
- Colchicum lagotum K.Perss.
- Colchicum leistneri (U.Müll.-Doblies & D.Müll.-Doblies) C.Archer
- Colchicum leptanthum K.Perss.
- Colchicum lingulatum Boiss. & Spruner
- Colchicum longifolium Castagne
- Colchicum longipes (Baker) J.C.Manning & Vinn.
- Colchicum lusitanum Brot.
- Colchicum luteum Baker
- Colchicum macedonicum Kosanin
- Colchicum macrophyllum B.L.Burtt
- Colchicum manissadjianii (Azn.) K.Perss.
- Colchicum maraschicum E.Kaya & Özhatay
- Colchicum melanthioides (Willd.) J.C.Manning & Vinn.
- Colchicum micaceum K.Perss.
- Colchicum micranthum Boiss.
- Colchicum minutum K.Perss.
- Colchicum montanum L.
- Colchicum multiflorum Brot.
- Colchicum munzurense K.Perss.
- Colchicum nanum K.Perss.
- Colchicum natalense (Baker) J.C.Manning & Vinn.
- Colchicum neapolitanum (Ten.) Ten.
- Colchicum orienticapense (U.Müll.-Doblies & D.Müll.-Doblies) J.C.Manning & Vinn.
- Colchicum palaestinum (Baker) C.Archer
- Colchicum parlatoris Orph.
- Colchicum parnassicum Sart., Orph. & Heldr.
- Colchicum paschei K.Perss.
- Colchicum peloponnesiacum Rech.f. & P.H.Davis
- Colchicum persicum Baker
- Colchicum poeltianum (U.Müll.-Doblies & D.Müll.-Doblies) J.C.Manning & Vinn.
- Colchicum polyphyllum Boiss. & Heldr.
- Colchicum praeirroratum (U.Müll.-Doblies & D.Müll.-Doblies) J.C.Manning & Vinn.
- Colchicum psammophilum (Svent.) J.C.Manning & Vinn.
- Colchicum pulchellum K.Perss.
- Colchicum pusillum Sieber
- Colchicum raddeanum (Regel) K.Perss.
- Colchicum rausii K.Perss.
- Colchicum rechingeri (Greuter) J.C.Manning & Vinn.
- Colchicum ritchii R.Br.
- Colchicum robustum (Bunge) Stef.
- Colchicum roseum (Engl.) J.C.Manning & Vinn.
- Colchicum sanguicolle K.Perss.
- Colchicum scabromarginatum (Schltr. & K.Krause) J.C.Manning & Vinn.
- Colchicum schimperi Janka ex Stef.
- Colchicum schimperianum (Hochst.) C.Archer
- Colchicum serpentinum Woronow ex Miscz.
- Colchicum sfikasianum Kit Tan & Iatroú
- Colchicum sieheanum Hausskn. ex Stef.
- Colchicum soboliferum (C.A.Mey.) Stef.
- Colchicum speciosum Steven
- Colchicum stevenii Kunth
- Colchicum stirtonii (U.Müll.-Doblies, Raus, Weiglin & D.Müll.-Doblies) J.C.Manning & Vinn.
- Colchicum striatum (Hochst. ex A.Rich.) J.C.Manning & Vinn.
- Colchicum swazicum (U.Müll.-Doblies & D.Müll.-Doblies) J.C.Manning & Vinn.
- Colchicum szovitsii Fisch. & C.A.Mey.
- Colchicum trigynum (Steven ex Adam) Stearn
- Colchicum triphyllum Kunze
- Colchicum troodi Kotschy
- Colchicum tunicatum Feinbrun
- Colchicum turcicum Janka
- Colchicum tuviae Feinbrun
- Colchicum umbrosum Steven
- Colchicum undulatum (U.Müll.-Doblies & D.Müll.-Doblies) J.C.Manning & Vinn.
- Colchicum vanjaarsveldii (U.Müll.-Doblies, Hähnl., U.U.Müll.-Doblies & D.Müll.-Doblies) J.C.Manning & Vinn.
- Colchicum varians (Freyn & Bornm.) Dyer
- Colchicum variegatum L.
- Colchicum villosum (U.Müll.-Doblies & D.Müll.-Doblies) J.C.Manning & Vinn.
- Colchicum volutare (Burch.) J.C.Manning & Vinn.
- Colchicum walteri (Pedrola, Membrives & J.M.Monts.) J.C.Manning & Vinn.
- Colchicum wendelboi K.Perss.
- Colchicum woronowii Bokeriya
- Colchicum worsonense (U.Müll.-Doblies & D.Müll.-Doblies) J.C.Manning & Vinn.
- Colchicum zahnii Heldr.

In Italia esistono sei specie:
- Colchicum alpinum DC.
- Colchicum autumnale L.
- Colchicum bivonae Guss.
- Colchicum cupanii Guss.
- Colchicum lusitanum Brot.
- Colchicum neapolitanum (Ten.) Ten.

## Avvelenamento
VELENOSO MORTALE. Contiene colchicina.
Si tratta di specie assai velenose, alle cui tossine mortali non esiste antidoto. I rischi di avvelenamento sono spesso da ascrivere alla forte somiglianza dei fiori con quelli del genere Crocus che fioriscono a fine inverno, con cui vengono facilmente confusi. Della specie Colchicum autumnale che fiorisce a ottobre, bastano pochi milligrammi (erbette per fare risotto), per essere mortali per l'uomo.
Si sono riscontrati casi di cefalea, vomito, diarrea, convulsioni e fenomeni asfittici. Per quanto riguarda il suo meccanismo d'azione mentre rallenta le ossidazioni, inibisce il cumulo delle scorie. Utilizzato prevalentemente contro la gotta, trova applicazione come analgesico, colagogo e antimicotico. È assorbito lentamente dall'organismo.

## Coltivazione
È facile trovarlo in coltivazione e sono stati creati anche molti ibridi e cultivar ornamentali.

## Colchicum tra storia e leggenda
Questa tipologia floreale, nota come la Freddolina, è stata spesso oggetto di numerose tradizioni orali diffuse nelle Dolomiti e nella lontana Colchide sul Mar Nero. Le saghe di origine nordica vogliono derivi da frammenti di una preziosissima gemma denominata "Ametista Fiammante", contesa da due popoli di Geni dell'Alpe. Esausta della guerra, una principessa, figlia di uno dei re che si scontravano, fece cadere la gemma in una valle e la stessa si frantumò trasformandosi in tanti fiori violacei. Una cosa particolare, come nota Tullia Rizzotti, è che sulle Dolomiti è veramente presente l'ametista.